# Димитриос Аграванис
Димитриос Аграванис (грч. Δημήτρης Αγραβάνης; Атина, 20. децембар 1994) грчки је кошаркаш. Игра на позицији крилног центра и центра, тренутно је члан Панатинаикоса. 

## Биографија
У млађим категоријама играо је за Маруси, а за њихов сениорски тим дебитовао је у сезони 2010/11. Сезону 2012/13. провео је у екипи Паниониоса. У августу 2013. је постао играч Олимпијакоса. Са клубом из Пиреја је освојио један Интерконтинентални куп и две титуле у грчком првенству. На НБА драфту 2015. изабрали су га Атланта хокси у другој рунди као 59. пика. Након шест сезона у Олимпијакосу, у јулу 2019. је раскинуо уговор са клубом. Од 2019. до 2022. је наступао за Промитеас из Патре.
Са репрезентацијом Грчке је наступао на Европским првенствима 2017. и 2022. године.

## Успеси

### Клупски
- Олимпијакос:
  - Првенство Грчке (2): 2014/15, 2015/16.
  - Интерконтинентални куп (1): 2013.